# یوحنای کشیش

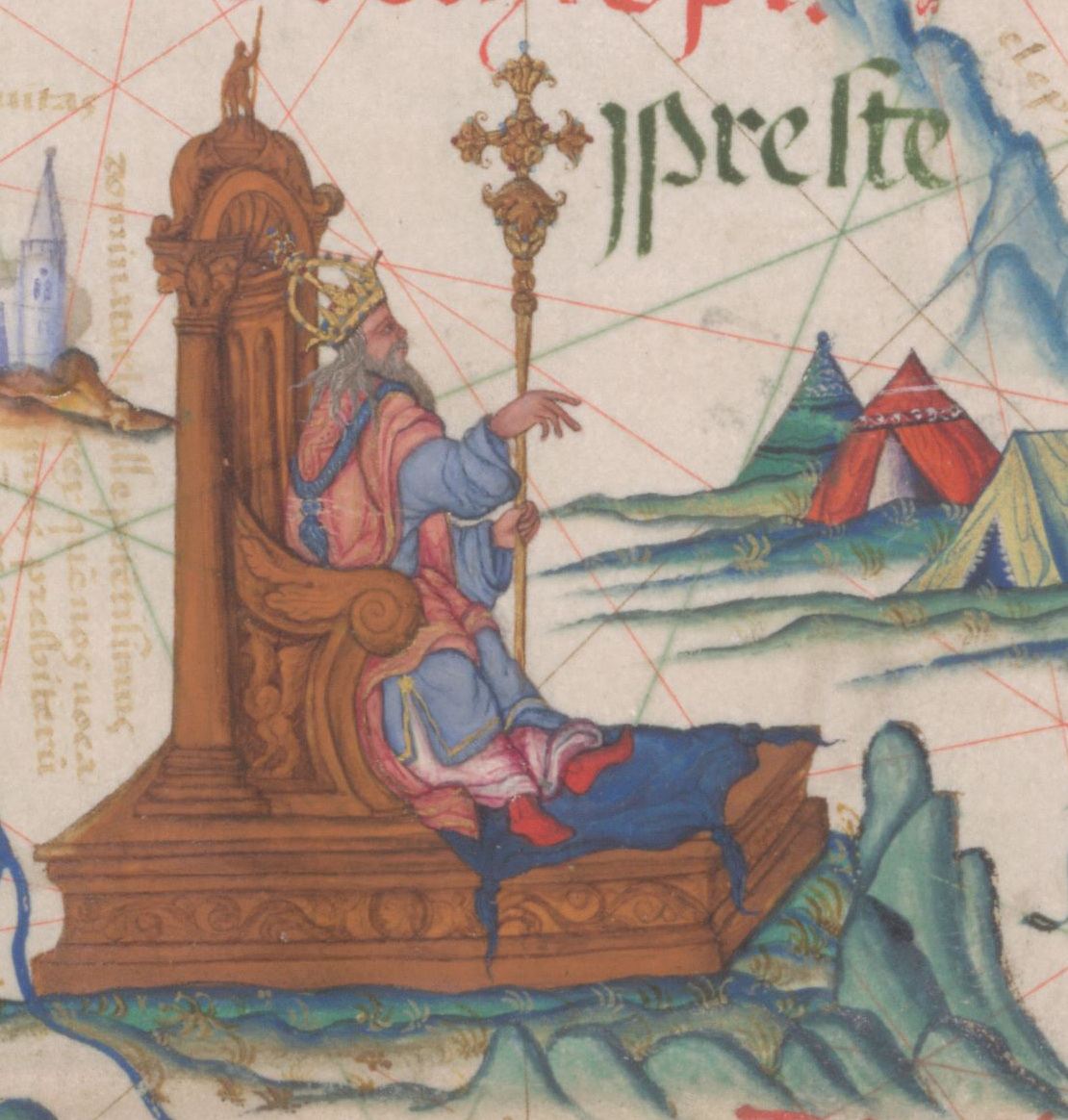
یوحنای سهمناک به عنوان «امپراتور اتیوپی» بر روی زمینهٔ یک نقشه از آفریقای شرقی در اطلسی که در سال ۱۵۵۸ برای ملکه ماری یکم انگلستان تهیه شده‌بود. (موجود در کتاب‌خانه بریتانیا).

یوحنّای کشیش یا یوحنّای سهمناک (به لاتین: rex et sacerdos)، پریستر جان نام یک اسقف و پادشاه مسیحی است که بر یک ملت مسیحی که در میان مسلمانان و غیرمسیحیان خاورزمین گم شده‌اند، فرمانروایی می‌کرد.
این افسانه از سدهٔ دوازدهم میلادی تا سدهٔ هفدهم در اروپا محبوبیت داشت. داستان‌های این پادشاهی گم‌شده بر پایه پنداره‌های عامیانه سده‌های میانه نوشته شده‌اند.
بر پایه این افسانه، یوحنای سهمناک از تبار یکی از سه مغ ایرانی بود که در انجیل به آن‌ها اشاره شده‌است. در افسانه آمده که یوحنای سهمناک مردی راد و بخشنده بود و منشی ستوده داشت. وی بر قلمرویی آکنده از دارایی‌ها و آفریده‌های شگفت‌آور فرمانروایی می‌کرد و مسیحیان پیرو توماس مقدس نیز در این قلمرو نشیمن داشتند.
دروازه‌های اسکندر و فواره جوانی نیز در قلمرو پادشاهی او قرار داشت و سرزمین پادشاهی او با بهشت زمینی هم‌مرز بود.
وی هم‌چنین در گنجینهٔ خود آیینه‌ای داشت که می‌توانست هر ولایت سرزمینش را در آن ببیند.

## داستان یوحنّای کشیش
اولین توجهی که به ایران و به‌طور کلی به نواحی دور دست شرق می‌شود در داستان «پریسترجان» است که در سال ۱۱۴۵ میلادی (۵۳۹ هجری) در گفتگویی مابین یک اسقف و پاپ اوژِن سوّم از آن سخن می‌رود در طی این گفتگو اسقف به پاپ می‌گوید که شنیده است که پادشاهی عیسوی بنام پریستر جان در سمت شرق ایران کشوری دارد و در جنگ‌هایی که کرده‌است بر مادها و پارس‌ها غلبه یافته‌است. این آغاز موضوعی بود که مدت‌های مدید فکر اروپائیان را بخود مشغول داشت بنا به عقیده سردنیسن راس که در این باره تحقیقات جامعی کرده‌است. موضوع پیروزی این پادشاه مسیحی را باید غلبه خان ترک بنام Ye-lu-ta-shih بر سلطان سنجر دانست که در سال ۱۱۴۴ میلادی (۵۳۸ هجری) واقع شده‌است. این خان- ترک توسط مبلغین نسطوری که در آسیای مرکزی فعالیت داشتند بدین مسیح درآمده بوده‌است.
در حدود سال ۱۱۶۵ میلادی نامه مفصل و مجعولی از یوحنّا خطاب به مانوئل یکم، امپراتور بیزانس به غرب می‌رسد که شرحی افسانه‌ای از کشور خود می‌دهد و طالب دوستی با سلاطین عیسوی می‌باشد. این نامه که نویسنده آن معلوم نیست، سیاحان اولیهٔ مشرق زمین را واداشت تا این پادشاه را بشناسند. یکی از جستجوگران مارکو پولو بود که سفر اول خود را به چین در سال ۱۲۷۱ میلادی، یعنی بیش از یک قرن پس از نوشته شدن نامه پریستر جان آغاز کرد.
به عقیده مارکوپولو این همان Ong khan یکی از خوانین ترکان کرائیت در آسیای مرکزی بود که نسطوری شده و پس از مدت‌ها رابطهٔ دوستی با مغولان بالاخره بدست آن‌ها کشته شده بود. بعداً به تدریج عقیده دیگری پیدا شد و امپراتور حبشه را با یوحنّای کشیش یکی داشتند. چون پریستر جان در نامه مذکور خود را پادشاه ẓIndiesẒ خوانده بود و در اروپای آن روزگار حبشه را نیز جزو هند می‌دانستند یا یکی از سه هندی می‌شمردند که هر سه به این نام خوانده می‌شد در واقع به درستی نمی‌دانستند حبشه در کجاست؟ در قرن پانزدهم دریانوردان پرتغالی به این عقیده دامن زدند و پادشاه حبشه را با پریستر جان یکی دانستند بهر حال خبر وجود پادشاهی عیسوی و پرقدرت در همسایگی ایران یا در نواحی شرقی ایران با داستان نیایش سه پادشاه مجوسی به مسیح تازه تولد یافته که از مدت‌ها پیش معروف بود ارتباط یافت، و گفتند که پریستر جان از احفاد یکی از این سه پادشاه است این گفته‌ها مدت‌ها اذهان اروپائیان را بخود مشغول داشت و افسانه‌ای به وجود آمد که در عین حال به احتمال قوی از حقیقتی تاریخی سرچشمه می‌گرفت.